# Maiden Rock (hrabstwo Pierce)
Maiden Rock – wieś w Stanach Zjednoczonych, w stanie Wisconsin, w hrabstwie Pierce.